# Barrage de la Gileppe
Le barrage de la Gileppe est un barrage hydraulique situé dans la partie orientale de la forêt du Hertogenwald, dans les Hautes-Fagnes belges. La retenue d'eau ainsi créée est essentiellement alimentée par la Gileppe et le ruisseau Louba (ou Raboru).

## Histoire
La paroi du barrage de la Gileppe, de type poids, est l'une des plus anciennes d'Europe. Le maître d'œuvre était l'ingénieur liégeois  Eugène Bidaut (1808–1868). L'inauguration du barrage a eu lieu le 28 juillet 1878 par le roi Léopold II. La capacité de contenance du lac était de 12 millions de mètres cubes, et portée à plus de 25 millions de mètres cubes après aménagements des déversoirs à la suite de la sécheresse de 1921. La superficie était de 86 hectares.
Lors de la construction du tunnel de la Soor, le 8 juillet 1952, un brutal orage sur le plateau coûta la vie à huit ouvriers, sept Italiens et un Belge, ayant décidé de revenir vers la Soor par le tunnel lui-même. Ils périrent engloutis, le débit étant passé à 70 mètres cubes par seconde dans le tunnel à la suite d'un orage sur le plateau. Une plaque commémorative figure à proximité de l'issue amont du tunnel.
Le barrage a été rehaussé de 10 mètres dans les années 1967-1971 (début le 1er mars), utilisant désormais la technique du barrage-pression. La retenue a été vidée en janvier 1969 et la ville de Verviers alimentée en eau à partir du réservoir d'Eupen. La capacité de la retenue est de 26,5 millions de mètres cubes, pour une superficie de 130 hectares. Comme le barrage d'Eupen, il est utilisé pour la production d'eau alimentaire.
Le barrage fut construit pour améliorer l’approvisionnement en eau de l'industrie lainière verviétoise,. L'industrie lainière d'Eupen, à l'époque prussienne et située en amont sur la Vesdre, utilisait en effet en premier de l'eau pure des rivières Vesdre, Soor et Helle. À la demande de la population, un réseau de distribution d'eau fut créé par la suite. Principalement en fonte et raccordé aux habitations par des canalisations en plomb, il entraîna un saturnisme de grande ampleur pendant plus d'un siècle, en raison de l'acidité de l'eau de la Gileppe, qui n'était pas traitée à la demande des industriels. À la suite d'un conflit entre un groupe d'habitants et la ville de Verviers durant les années 1980, celle-ci finit par construire un double réseau et une station de traitement de l’eau à Stembert, qui entra en fonction en avril 1992.
À la suite de la sécheresse de l'été et de l'automne 2018, le volume d'eau de la retenue descend à 9 millions de m3 (au lieu des potentiels 26,5 millions de m3), un niveau jamais atteint, et qui laisse apparaître en rive gauche la route qui faisait le tour de la retenue de l'époque du premier barrage. Celle-ci a été dégagée et permet la randonnée.

## Aspects techniques

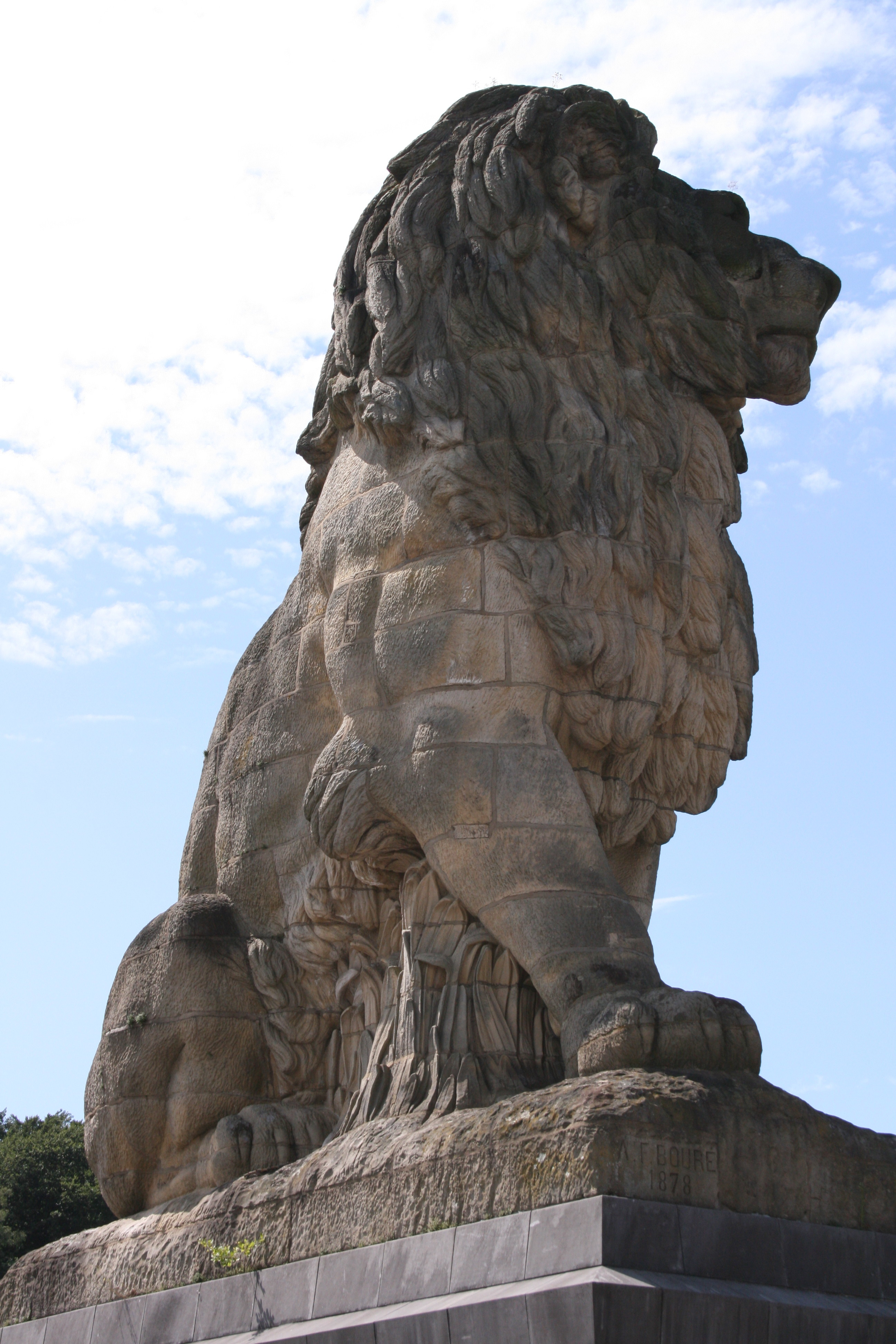
Le Lion belgique du barrage en 2008

Deux tours de prise d'eau d'une hauteur de 75 mètres sont sises dans le lac à proximité du barrage. Elles permettent un captage d'eau plus pure, à distance des berges et surtout un captage à des hauteurs différentes ce qui permet d'avoir accès à la meilleure eau du moment.
La centrale hydro-électrique récupère l'énergie de la chute d'eau qu'il y a entre le point de captage et la vallée (42,9 m)  avec un débit moyen de 76 300 m3/jour (0,88 m3/s) soit un potentiel hydraulique de 370 kW ; le débit peut varier de 0,80 à 1,00 m3/s. Cette centrale est composée de deux turbines de 430 ch (321 kW) alimentant chacune un alternateur triphasé fournissant l'énergie sous une tension de 6 000 volts. La production annuelle totale de la centrale est de 3 300 000 kWh.
Un Lion belgique monumental de 13,5 mètres de haut et d'un poids de 300 tonnes orne le barrage, fixant l'ancienne frontière prussienne, distante d'environ 5 kilomètres à l'époque de la construction du barrage. Il est l'œuvre de Antoine-Félix Bouré, et est taillé dans des éléments de grès tendre de la vallée de la Sûre.

## Particularités hydrographiques
En Gileppe supérieure, à peine quittée la zone fagnarde, le ruisseau reçoit les eaux du fossé Bouvy au lieu-dit « les Biolettes ». Creusé au XVIIIe siècle, du temps de la « querelle des eaux » avec Eupen, ce drain creusé avec autorisation impériale, permet de recueillir des eaux qui auraient dû alimenter le bassin de la Vesdre inférieure.
Le barrage reçoit également l'eau de la Soor par le  Tunnel de la Soor, creusé de 1950 à 1953. Celui-ci permet ainsi d'ajouter aux 34,3 km2 du bassin versant de la Gileppe les 20,9 km2 de celui de la Soor. Un petit barrage de type gravité, peut ainsi dévier une partie du cours de la rivière pour alimenter le lac par un tunnel creusé sous la crête séparant les deux bassins. Le tunnel lui-même est long d'environ 2,5 kilomètres pour 2,30 mètres de diamètre, débouchant sur le lac au lieu dit Trou Malbrouck.

## Dans la culture
- Dans un roman scientifique à visée éducative, Ernest Candèze, médecin et entomologiste, raconte les aventures d’une population d’insectes fuyant la construction du barrage : La Gileppe, les infortunes d'une population d'insectes par le Dr Ernest Candèze ; dessins par C. Renard ; gravures par Méaulle, Paris, J. Hetzel et Cie, 1879. 328 p.
- On apercoit le barrage et la statue du lion dans la vidéo de la chanson Kiki (2021) de Julien Doré.

## Galerie

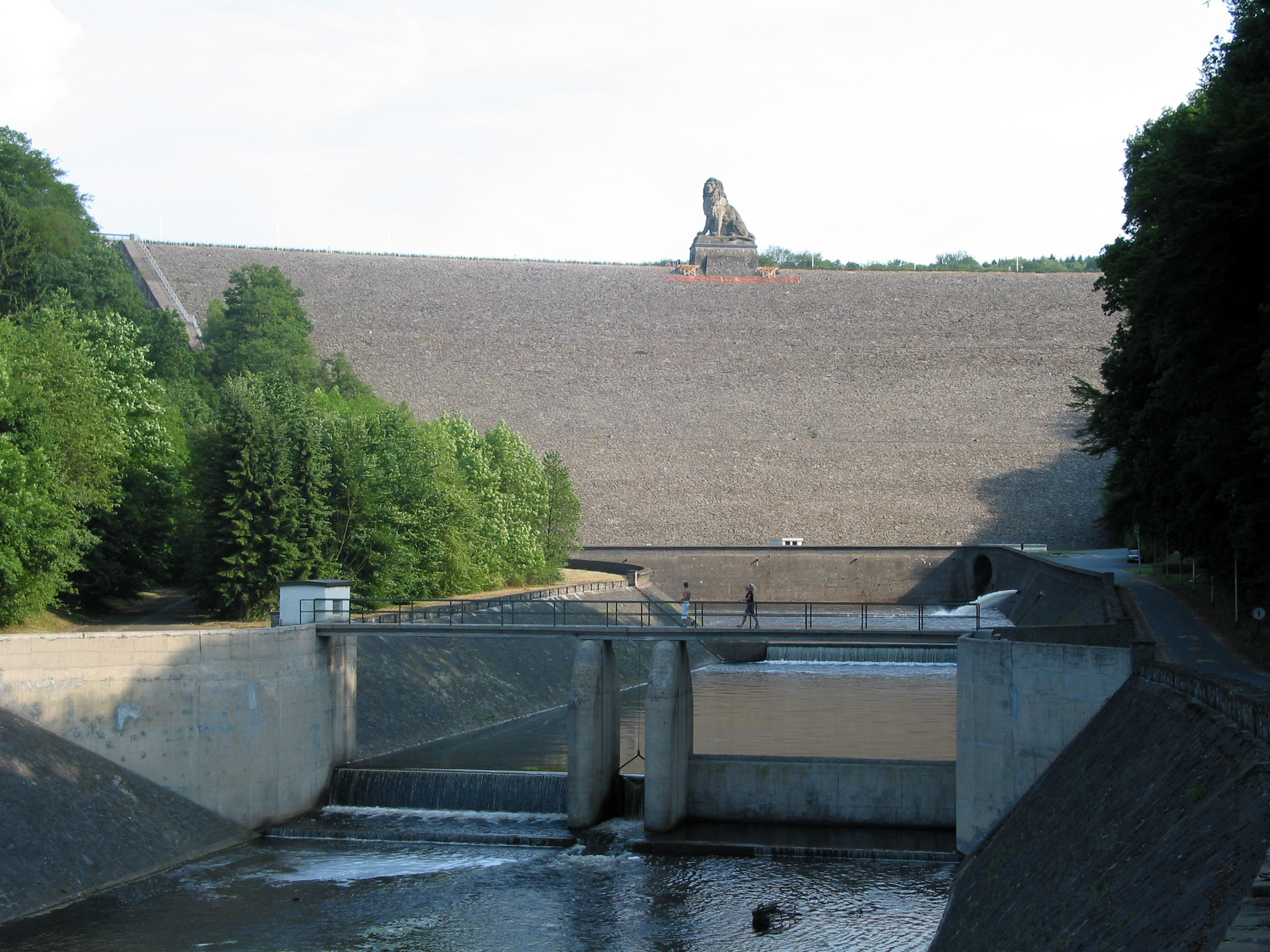
Vue en contreplongée du barrage.
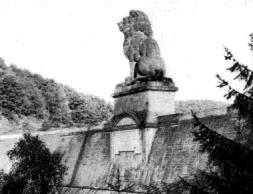
Le Lion belgique du barrage, vers 1910.
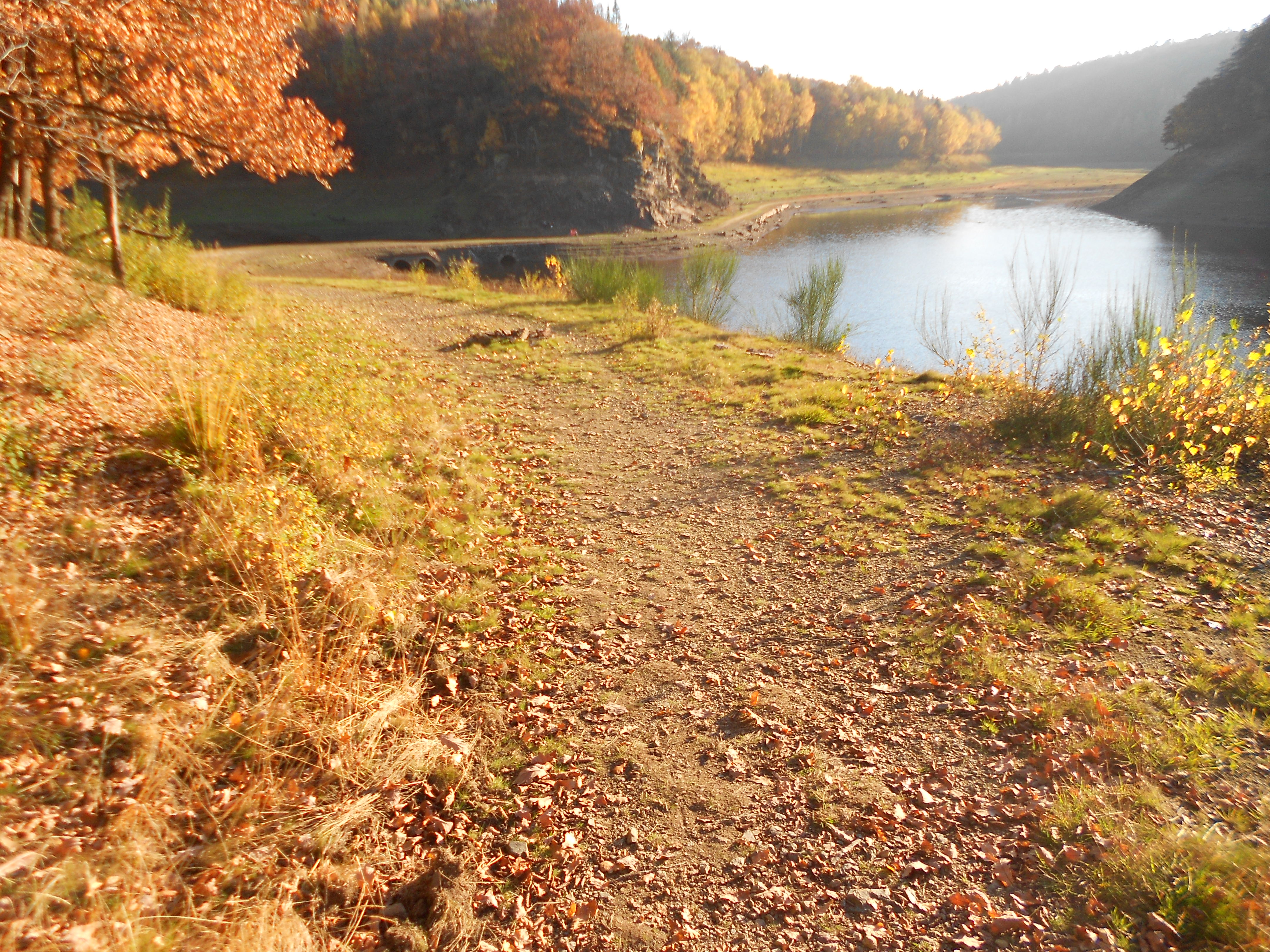
L'ancienne route du barrage au niveau du trou Mabrouck (tunnel de la Soor), visible à l'occasion d'un niveau bas du lac.
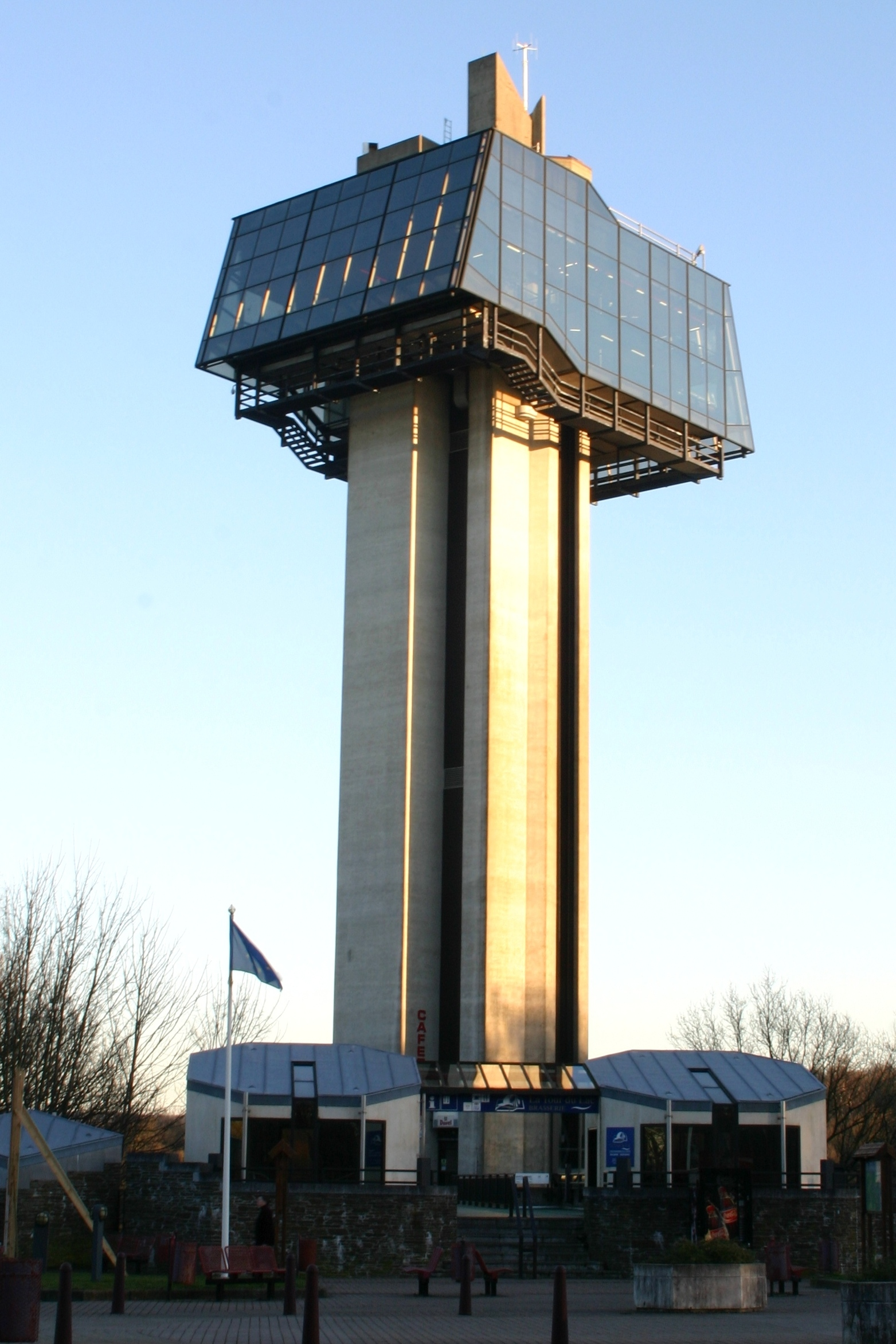
La tour panoramique.
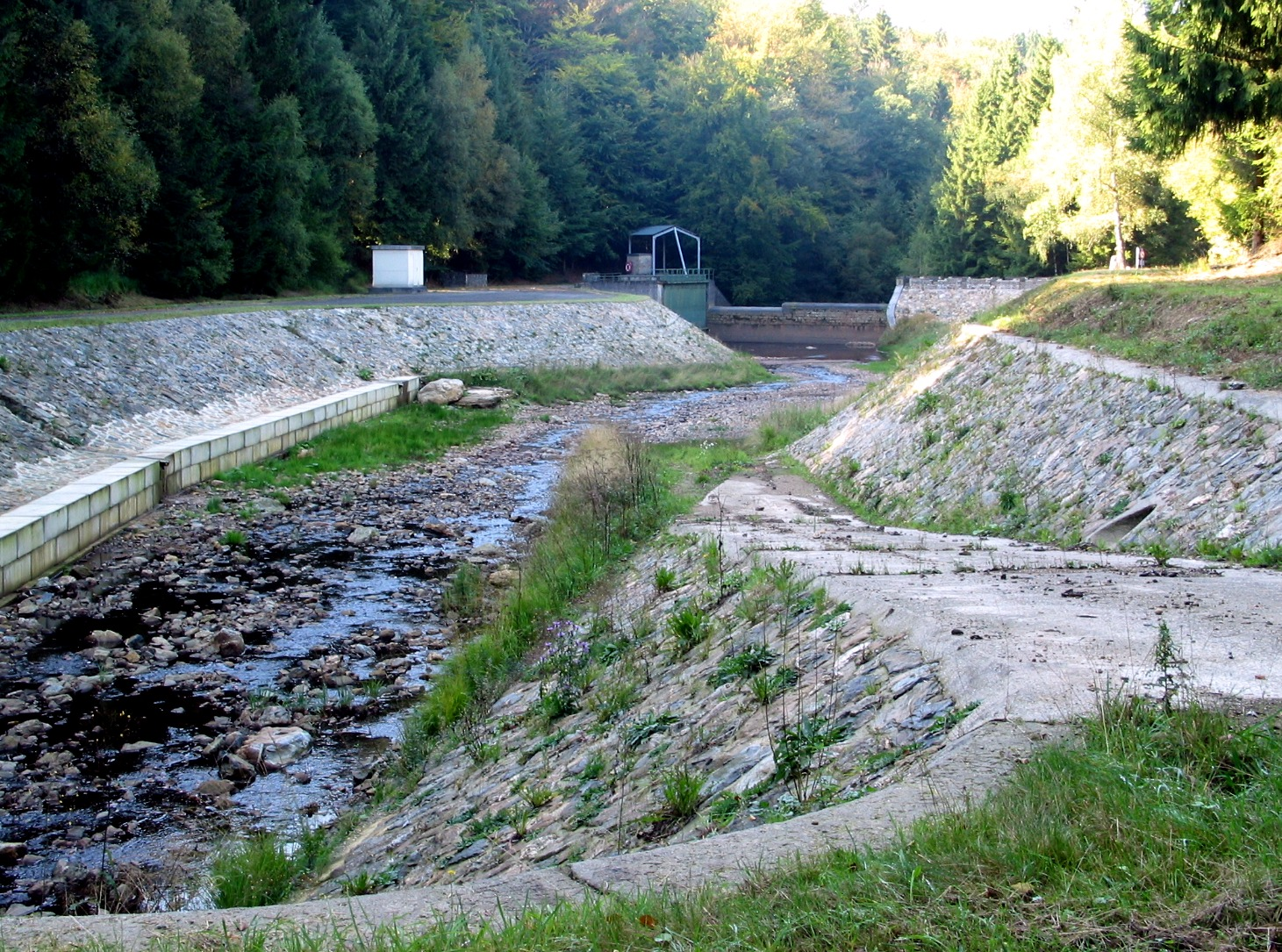
Installations à l'entrée du tunnel de la Soor.